# Eishockey-Bundesliga 1959/60
Die Saison 1959/60 der Eishockey-Bundesliga war die zweite Spielzeit der höchsten deutschen Eishockeyliga. Deutscher Meister wurde der SC Riessersee, der damit seinen achten Titel gewinnen konnte und den Serienmeister EV Füssen nach sieben Meisterschaften in Folge auf Platz zwei verwies. Der ESV Kaufbeuren scheiterte in der Relegation an Oberligameister TuS Eintracht Dortmund und stieg damit in die zweithöchste Spielklasse ab.

## Voraussetzungen

### Teilnehmer
- VfL Bad Nauheim (Neuling)
- EC Bad Tölz
- EV Füssen (Titelverteidiger)
- ESV Kaufbeuren (Neuling)
- Krefelder EV
- Preussen Krefeld
- Mannheimer ERC
- SC Riessersee

### Modus
Wie im Vorjahr spielten die Mannschaften eine Einfachrunde aus, sodass jeder Verein jeweils ein Heim- und ein Auswärtsspiel gegen die übrigen Mannschaften bestritt. Der Letztplatzierte musste am Ende der Spielzeit in einem Relegationsspiel gegen den Meister der Oberliga um seinen Platz in der Bundesliga spielen.

## Abschlusstabelle
|    | Klub             | Sp | S  | U | N  | Tore    | Punkte |
| -- | ---------------- | -- | -- | - | -- | ------- | ------ |
| 1. | SC Riessersee    | 14 | 12 | 1 | 01 | 099:031 | 25:3   |
| 2. | EV Füssen        | 14 | 12 | 0 | 02 | 095:041 | 24:4   |
| 3. | EC Bad Tölz      | 14 | 07 | 3 | 04 | 102:047 | 17:11  |
| 4. | Krefelder EV     | 14 | 05 | 1 | 08 | 059:077 | 11:17  |
| 5. | Mannheimer ERC   | 14 | 05 | 1 | 08 | 049:067 | 11:17  |
| 6. | Preussen Krefeld | 14 | 05 | 0 | 09 | 061:083 | 10:18  |
| 7. | VfL Bad Nauheim  | 14 | 03 | 2 | 09 | 046:090 | 08:20  |
| 8. | ESV Kaufbeuren   | 14 | 03 | 0 | 11 | 047:132 | 06:22  |

Abkürzungen: Sp = Spiele, S = Siege, U = Unentschieden, N = Niederlagen.

Erläuterungen: Meister, Relegation

## Ranglisten

### Beste Torschützen
| Spieler       | Team           | Spiele | Tore |
| ------------- | -------------- | ------ | ---- |
| Lorenz Fries  | SC Riessersee  | 14     | 19   |
| Max Pfefferle | EV Füssen      | 14     | 16   |
| Alfred Hynek  | ESV Kaufbeuren | 14     | 14   |

### Beste Verteidiger
| Spieler        | Team        | Spiele | Tore |
| -------------- | ----------- | ------ | ---- |
| Hans Rampf     | EC Bad Tölz | 14     | 13   |
| Leonhard Waitl | EV Füssen   | 14     | 11   |
| Heinz Bader    | EC Bad Tölz | 14     | 6    |

## Kader des Deutschen Meisters
| Deutscher Meister SC Riessersee | Torhüter: Michael Hobelsberger, Harry Hein Verteidiger: Hans Huber, Sylvester Wackerle, Günter Sailer, Erwin Riedmeier Angreifer: Rudi Pittrich, Heinz Günzrodt, Horst Schuldes, Albert Loibl, Lorenz Fries, Artur Endreß, Xaver Breitsamer, Richard Kappelmeier, Bernd Herzig, Horst Schulte, Andreas Bartl Cheftrainer: Ronny Barr |

## Relegation
Für die Relegation hatte sich TuS Eintracht Dortmund als Meister der Oberliga qualifiziert. Er setzte sich gegen den Bundesligaletzten ESV Kaufbeuren durch.
| 5. März 1960 | ESV Kaufbeuren | 3:6 | Eintracht Dortmund | Kaufbeuren |

| 12. März 1960 | Eintracht Dortmund | 3:1 | ESV Kaufbeuren | Dortmund |